# Wahnhafte Missidentifikation
Zu den wahnhaften Missidentifikationen  zählen das Capgras- und das Fregoli-Syndrom, das Syndrom des subjektiven Doppelgängers und die Intermetamorphose. Diesen Störungen ist gemeinsam, dass die betroffenen Personen ihre eigene Identität oder die Identität bekannter Personen negieren und von einer physischen und/oder psychischen Verwandlung überzeugt sind. Der Wahngedanke betrifft somit v. a. die Identifikation von Personen, aber auch die von Tieren.